# 克里斯·赫杰斯
克里斯·赫杰斯 (英語：Chris Hedges，全名 Christopher Lynn Hedges，1956年9月18日—)，是美國記者、作家、評論員、普林斯頓大學客席講師、和長老會牧師。
在他早期的職業生涯中，赫杰斯在中美洲擔任《基督教科學箴言報》、NPR 和《達拉斯晨報》的自由戰地記者。 赫杰斯於1990年至2005年為《紐約時報》報導， 並在前南斯拉夫戰爭期間擔任《紐約時報》的中東分社社長和巴爾幹分社社長。 2001年，赫杰斯為《紐約時報》的員工條目做出了貢獻，該條目因該報對全球恐怖主義的報導而獲得2002年普利策解釋性報導獎。
赫杰斯每週為《Truthdig製作專欄14年，直到2020年該刊物停播。 他的書包括《美國法西斯分子：基督教右翼與對美國的戰爭》（2007年）； 《自由階層之死》（2010年）； 和《毀滅之日、反抗之日》 (Days of Destruction, Days of Revolt (2012))，與漫畫家喬·薩科 (Joe Sacco) 合著。赫杰斯每週在《Scheerpost》上撰寫專欄，並主持節目《克里斯赫杰斯報道》 (The Chris Hedges Report)。
2016年至2022年，赫杰斯主持了RT美国的電視節目《On Contact》。

## 早年生活
克里斯托弗·林恩·赫杰斯 (Christopher Lynn Hedges) 於1956年9月18日出生於佛蒙特州圣约翰斯堡。他的父親是二戰老兵、長老會牧師和反戰活動家。他在紐約州奥尔巴尼西南部的斯科哈里縣長大。

### 教育
赫杰斯進入柯盖德大学學習，雖然是異性戀，但他幫助創立了一個LGBT學生團體。赫杰斯於1979年獲得柯盖德大学英語文學學士學位。他在哈佛神學院攻讀研究生，師從詹姆斯·路德·亞當斯，此外還學習古典學和古希臘語。在哈佛大學就讀期間，赫杰斯住在波士頓的羅克斯伯里街區，在那裡當神學院學生並經營一間小教會。他也是大波士頓基督教青年會 (YMCA) 拳擊隊的成員，他寫道，拳擊館是「我唯一感到安全的地方」。

## 紐約時報
1990年，赫杰斯受聘於《紐約時報》。他為該報採訪了第一次海灣戰爭，在戰爭中他拒絕參加限制記者行動和報導的軍方匯集制度 (military pool system)。他曾被美国陆军逮捕，並被吊銷記者證件，但他繼續不畏軍方限制，在匯集系統之外進行報導。赫杰斯隨後與美國海軍陸戰隊成員一起進入科威特，他們對軍方的新聞控制不信任。在《紐約時報》內，雷蒙德·艾波 (R.W. Apple Jr.) 支持赫杰斯違反匯集制度。
赫杰斯與尼爾·柯南在戰後的什葉派起義中，在巴士拉被伊拉克共和國衛隊俘虜。。一周後他被釋放。 1991年，赫杰斯被任命為該報中東分社社長。由於報導了薩達姆·侯賽因在伊拉克北部庫德人控制區犯下的暴行，這位伊拉克領導人向殺死赫吉斯以及該地區其他西方記者和援助人員的人提供懸賞。數名援助人員和記者，包括德國記者莉西·施密特 (Lissy Schmidt) 被暗殺，其他人則受重傷。

### 南斯拉夫戰爭（1995-2000年）
1995年，赫杰斯被《紐約時報》任命為巴爾幹分社社長。他被派駐在薩拉熱窩，當時該市每天遭到周圍波斯尼亞塞爾維亞人300多枚炮彈的襲擊。他報導了1995年7月的斯雷布雷尼察大屠杀，並在戰爭結束後不久，在波士尼亞塞爾維亞人的種族清洗行動中，在大型露天礦場Ljubija發現了似乎是成千上萬屍體的集中收集點和藏匿處之一。他和攝影師韋德·戈達德（Wade Goddard）是第一批隨科索沃解放軍（KLA）武裝部隊前往科索沃的記者。 1999年6月，赫杰斯的調查文章發表在《紐約時報》上，詳細描述了科索沃解放軍領導人（後來成為科索沃總統）哈希姆·薩奇如何指揮一場運動，導致多達六名反對派高級指揮官被暗殺，許多其他人遭到殘酷清洗，以鞏固他的權力。薩奇被海牙特別法庭以10項戰爭罪起訴，目前被拘留在海牙等待審判。
1998-1999學年，赫杰斯是哈佛大學的尼曼研究員，由於先前學習古希臘語，對古典學產生了興趣，因此選擇學習拉丁語。
2000年10月，赫杰斯結束了其報導衝突的職業生涯。

### 退出時報
2003年，赫杰斯在洛克福德學院的畢業典禮上發表畢業演說，批評美國正在入侵伊拉克。他的演說遭到噓聲，他的麥克風在他開始演說三分鐘後被關閉。赫杰斯不得不短暫結束畢業演說，因為各種學生的破壞，其中包括額外的麥克風切斷，霧號，和高呼 「上帝保佑美國」。
《紐約時報》批評赫杰斯的言論，並發出正式譴責，指其「公開發表的言論可能損害公眾對該報公正性的信任」。赫杰斯將這次譴責視為2005年辭去時報職務的動機之一。2013年，他說："要麼我閉上自己的嘴來忠於我的事業，從個人的角度來看，這就是背叛了我的父親；要麼我說出了自己的想法，並且意識到我與雇主的關係已經到了盡頭。所以在那一刻，我在他們擺脫我之前離開了。但我知道，你知道，我無法繼續待下去。"
在失業後的不穩定時期，赫杰斯一直在尋找教授高中英語課程的職位。 在2008年的一次採訪中，赫杰斯承認他最終沒有掙扎，並補充說：「自從我離開《紐約時報》後，每年我賺的薪水至少是在報社時的兩倍。所以，在某種程度上，我沒有付出任何代價。而且我保持了對我來說最有價值的東西，那就是我的誠信和我的聲音"。

## 後來的職業生涯

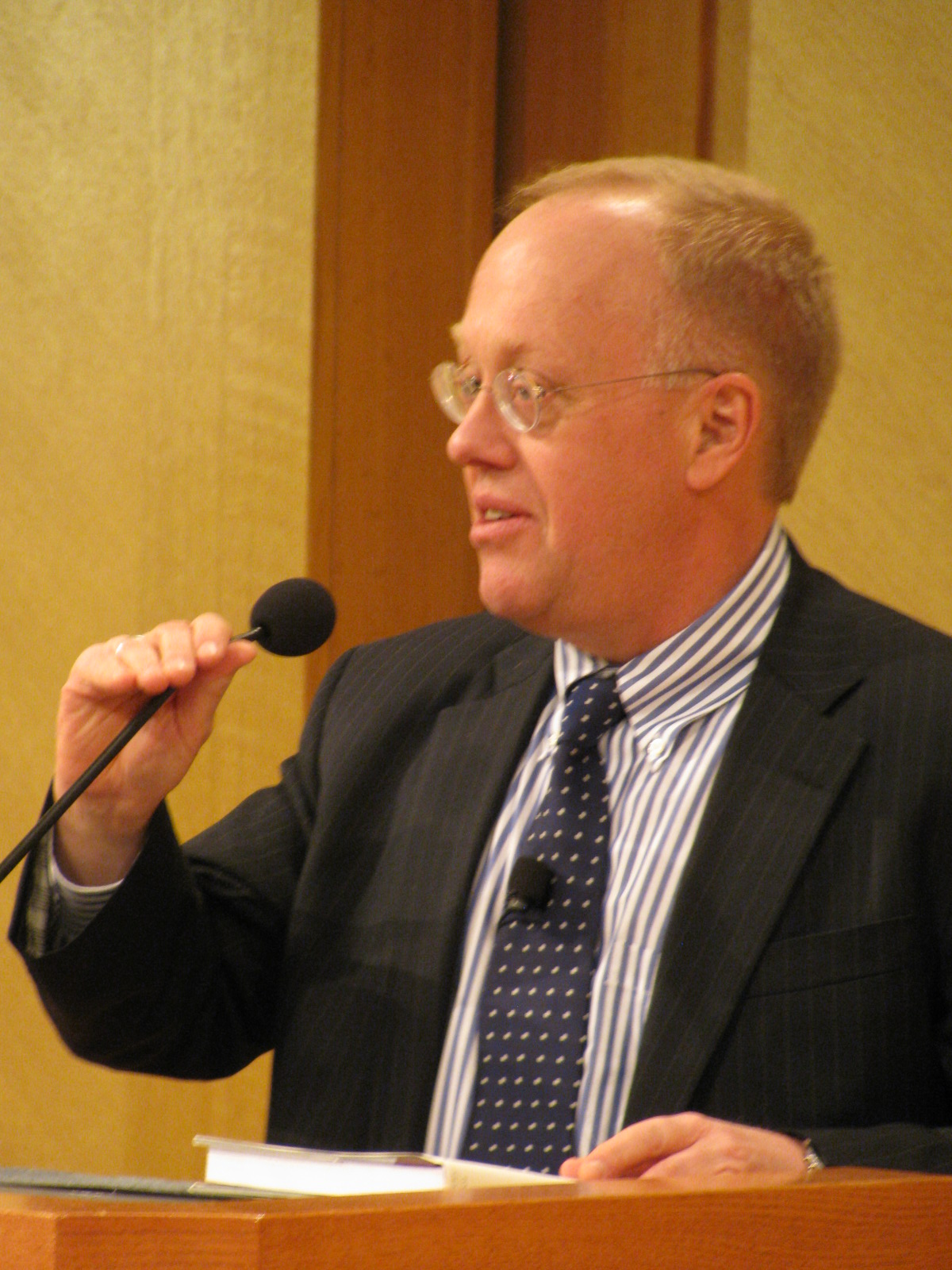
赫杰斯2013年在喬治城大學演講.

2005年，赫杰斯成為型態媒體中心 (Type Media Center) 的資深研究員，並成為《真理日報》 (Truthdig) 的專欄作家，此外還在新澤西州的一家懲教機構寫書和教導囚犯。
2006年，赫杰斯獲得 Lannan Literary Fellowship 非小說獎。

## 著作
- 2002年: War Is a Force That Gives Us Meaning (ISBN 1586480499)
- 2003年: What Every Person Should Know About War (ISBN 1417721049)
- 2005年: Losing Moses on the Freeway: The 10 Commandments in America (ISBN 0743255135)
- 2007年: 《American Fascists: The Christian Right and the War on America（英语：American Fascists）》 (ISBN 0743284437)
- 2008年: I Don't Believe in Atheists (ISBN 141656795X)
- 2008年: Collateral Damage: America's War Against Iraqi Civilians, with Laila Al-Arian (ISBN 1568583737)
- 2009年: When Atheism Becomes Religion: America's New Fundamentalists, (ISBN 9781416570783), I Don't Believe in Atheists
- 2009年: Empire of Illusion: The End of Literacy and the Triumph of Spectacle (ISBN 9781568584379)
- 2010年: 《自由階層之死（英语：Death of the Liberal Class）》 (ISBN 9781568586441)
- 2010年: The World As It Is: Dispatches on the Myth of Human Progress (ISBN 9781568586403)
- 2012年: Days of Destruction, Days of Revolt, with Joe Sacco (ISBN 9781568586434)
- 2015年: Wages of Rebellion: The Moral Imperative of Revolt (ISBN 1568589662)
- 2016年: Unspeakable (ISBN 1510712739)
- 2018年: America, The Farewell Tour (ISBN 978-1501152672)

## 外部鏈接
- C-SPAN內的頁面（英文）
- 《查理·罗斯访谈录》上的克里斯·赫杰斯
- Chris Hedges columns at Scheerpost （页面存档备份，存于）.
- "Capitalism's 'Sacrifice Zones'" （页面存档备份，存于） Bill Moyers talks with Chris Hedges, and comic-journalist Joe Sacco talking about their collaboration and showing drawings for their book Days of Destruction, Days of Revolt, July 20, 2012